# Liste von Leuchttürmen in Spanien
Diese Liste führt Leuchttürme in Spanien auf. 
Im nordspanischen A Coruña steht der älteste noch in Betrieb befindliche Leuchtturm der Welt, der Torre de Hércules aus dem 2. Jahrhundert. Mit dem Aufbau eines küstenweiten Netzes unter staatlicher Kontrolle wurde 1847 begonnen. Viele Leuchttürme aus dieser Zeit sind heute immer noch in Betrieb. Bei den Stationen, die durch einen Neubau ersetzt wurden, ist ein zweites Baujahr angegeben. Leuchtturm heißt auf spanisch Faro, auf katalanisch Far und auf baskisch Itsasargia.

## Atlantikküste
Von der Biskaya zur Straße von Gibraltar.
| Name                           | Region     | Position                        | Baujahr   | Turmhöhe | Feuerhöhe | Kennung          | Bild |
| ------------------------------ | ---------- | ------------------------------- | --------- | -------- | --------- | ---------------- | ---- |
| Faro de Higuer                 | Gipuzkoa   | 43° 23′ 31,2″ N, 1° 47′ 31″ W   | 1855/1881 | 21 m     | 65 m      | Fl(2)W.10s       |      |
| Faro de la Plata               | Gipuzkoa   | 43° 20′ 5″ N, 1° 56′ 2,2″ W     | 1855      | 13 m     | 153 m     | Oc.W.4s          |      |
| Faro de Punta de Senokozulúa   | Gipuzkoa   | 43° 19′ 54″ N, 1° 55′ 36,4″ W   | 1909      | 9 m      | 52 m      | Oc(2)WRG.12s     |      |
| Faro de Isla de Santa Clara    | Gipuzkoa   | 43° 19′ 18,8″ N, 1° 59′ 53,8″ W | 1864      | 10 m     | 53 m      | Fl.W.5s          |      |
| Faro de Igueldo                | Gipuzkoa   | 43° 19′ 21,3″ N, 2° 0′ 37,2″ W  | 1855      | 13 m     | 134 m     | Fl(2+1)W.15s     |      |
| Faro de San Antón              | Gipuzkoa   | 43° 18′ 37,7″ N, 2° 12′ 4,7″ W  | 1863      | 14 m     | 93 m      | Fl(4)W.15s       |      |
| Faro de Zumaia                 | Gipuzkoa   | 43° 18′ 7,8″ N, 2° 15′ 3,7″ W   | 1882      | 12 m     | 41 m      | Oc(1+3)W.12s     |      |
| Faro de Cabo de Santa Catalina | Bizkaia    | 43° 22′ 37,8″ N, 2° 30′ 35,9″ W | 1862      | 13 m     | 46 m      | Fl(1+3)W.20s     |      |
| Faro de Cabo Machichaco        | Bizkaia    | 43° 27′ 15,1″ N, 2° 45′ 9,7″ W  | 1852/1909 | 20 m     | 122 m     | Fl.W.7s          |      |
| Faro de Cabo Villano           | Bizkaia    | 43° 26′ 0,5″ N, 2° 56′ 37,6″ W  | 1991      | 21 m     | 165 m     | Fl(1+2)W.16s     |      |
| Faro de Punta Galea            | Bizkaia    | 43° 22′ 23,9″ N, 3° 2′ 9,9″ W   | 1950      | 8 m      | 84 m      | Fl(3)W.8s        |      |
| Faro del castillo de Santa Ana | Kantabrien | 43° 23′ 4,6″ N, 3° 12′ 53,1″ W  | 1853      | 16 m     | 49 m      | Fl(4)W.24s       |      |
| Faro del Caballo               | Kantabrien | 43° 27′ 5,4″ N, 3° 25′ 32,1″ W  | 1863      | 8 m      | 24 m      | gelöscht (~1995) |      |
| Faro del Pescador              | Kantabrien | 43° 27′ 51,3″ N, 3° 26′ 8,3″ W  | 1864      | 13 m     | 39 m      | Fl(3+1)W.18s     |      |
| Faro de Cabo de Ajo            | Kantabrien | 43° 30′ 41,6″ N, 3° 35′ 43″ W   | 1985      | 14 m     | 71 m      | Oc(3)W.16s       |      |
| Faro de la Isla de Mouro       | Kantabrien | 43° 28′ 23,8″ N, 3° 45′ 21,1″ W | 1860      | 20 m     | 39 m      | Fl(3)W.16s       |      |
| Faro de la Punta de la Cerda   | Kantabrien | 43° 28′ 0,7″ N, 3° 45′ 49,9″ W  | 1870      | 9 m      | 24 m      | Fl(1+4)W.20s     |      |
| Faro de Cabo Mayor             | Kantabrien | 43° 29′ 25,5″ N, 3° 47′ 26,8″ W | 1839      | 30 m     | 89 m      | Fl(2)W.10s       |      |
| Faro de Suances                | Kantabrien | 43° 26′ 31,3″ N, 4° 2′ 35,4″ W  | 1863      | 9 m      | 35 m      | Fl(2+1)W.24s     |      |
| Faro de Punta Silla            | Kantabrien | 43° 23′ 37″ N, 4° 23′ 31″ W     | 1871      | 9 m      | 43 m      | Oc.W.3.5s        |      |
| Faro Punta San Emeterio        | Asturien   | 43° 23′ 58″ N, 4° 32′ 4,4″ W    | 1864      | 9 m      | 68 m      | Fl.W.5s          |      |
| Faro de Llanes                 | Asturien   | 43° 25′ 12,5″ N, 4° 44′ 53,2″ W | 1860/1961 | 8 m      | 18 m      | Fl(4)W.15s       |      |
| Faro de Ribadesella            | Asturien   | 43° 28′ 22,2″ N, 5° 4′ 58,6″ W  | 1861      | 8 m      | 115 m     | Fl(1+2)W.12s     |      |
| Faro de Lastres                | Asturien   | 43° 32′ 2,3″ N, 5° 18′ 1,2″ W   | 1993      | 18 m     | 118 m     | Fl(5)W.25s       |      |
| Faro de Tazones                | Asturien   | 43° 32′ 52,3″ N, 5° 23′ 56,6″ W | 1864      | 11 m     | 127 m     | Fl.W.7.5s        |      |
| Faro de Torres                 | Asturien   | 43° 34′ 18,8″ N, 5° 41′ 57,2″ W | 1865/1924 | 12 m     | 82 m      | Fl(2)W.10s       |      |
| Faro de Candás                 | Asturien   | 43° 35′ 39,9″ N, 5° 45′ 39,5″ W | 1897/1917 | 12 m     | 40 m      | Oc(2)W.10s       |      |
| Faro de Cabo Peñas             | Asturien   | 43° 39′ 20,1″ N, 5° 50′ 54,8″ W | 1852      | 21 m     | 117 m     | Fl(3)W.15s       |      |
| Faro de Avilés                 | Asturien   | 43° 35′ 44,1″ N, 5° 56′ 43,2″ W | 1863      | 15 m     | 40 m      | Oc.WR.5s         |      |
| Faro de Cudillero              | Asturien   | 43° 33′ 55,5″ N, 6° 8′ 40,9″ W  | 1858      | 10 m     | 44 m      | Oc(4)W.16s       |      |
| Faro de Cabo Vidío             | Asturien   | 43° 35′ 35,8″ N, 6° 14′ 34,2″ W | 1950      | 9 m      | 101 m     | Fl.W.5s          |      |
| Faro de Cabo Busto             | Asturien   | 43° 34′ 9,6″ N, 6° 28′ 10,7″ W  | 1858/1962 | 9 m      | 86 m      | Fl(4)W.20s       |      |
| Faro de Luarca                 | Asturien   | 43° 32′ 59″ N, 6° 31′ 56″ W     | 1862      | 9 m      | 54 m      | Oc(3)W.15s       |      |
| Faro de Cabo San Agustín       | Asturien   | 43° 33′ 48,9″ N, 6° 44′ 2,5″ W  | 1945/1975 | 20 m     | 72 m      | Oc(2)W.12s       |      |
| Faro de Tapia de Casariego     | Asturien   | 43° 34′ 28″ N, 6° 56′ 46″ W     | 1859      | 10 m     | 24 m      | Fl(2+1)W.19s     |      |
| Faro de Illa Pancha            | Lugo       | 43° 33′ 23,5″ N, 7° 2′ 31,3″ W  | 1860/1983 | 13 m     | 28 m      | Fl(3+1)W.20s     |      |
| Faro de Punta Atalaya          | Lugo       | 43° 42′ 1,8″ N, 7° 26′ 12,5″ W  | 1860/1979 | 14 m     | 41 m      | Fl(5)W.20s       |      |
| Faro de Punta Roncadoira       | Lugo       | 43° 44′ 8,7″ N, 7° 31′ 31,1″ W  | 1974      | 14 m     | 94 m      | Fl.W.7.5s        |      |
| Faro de Illa Coelleira         | Lugo       | 43° 45′ 31,5″ N, 7° 37′ 44,6″ W | 1893      | 7 m      | 89 m      | Fl(4)W.24s       |      |
| Faro de Estaca de Bares        | A Coruña   | 43° 47′ 10,4″ N, 7° 41′ 3,5″ W  | 1850      | 10 m     | 101 m     | Fl(2)W.7.5s      |      |
| Faro de Cabo Ortegal           | A Coruña   | 43° 46′ 15,9″ N, 7° 52′ 12,6″ W | 1984      | 10 m     | 124 m     | Oc.W.8s          |      |
| Faro de Punta Candelaria       | A Coruña   | 43° 42′ 39″ N, 8° 2′ 49,5″ W    | 1954      | 9 m      | 89 m      | Fl(3+1)W.24s     |      |
| Faro de Punta Frouxeira        | A Coruña   | 43° 37′ 5″ N, 8° 11′ 18,1″ W    | 1994      | 30 m     | 75 m      | Fl(5)W.15s       |      |
| Faro de Cabo Prior             | A Coruña   | 43° 34′ 3,4″ N, 8° 18′ 52,3″ W  | 1853      | 8 m      | 107 m     | Fl(1+2)W.15s     |      |
| Faro de Cabo Prioriño Chico    | A Coruña   | 43° 27′ 31,6″ N, 8° 20′ 25,2″ W | 1854      | 6 m      | 36 m      | Fl.W.5s          |      |
| Torre de Hércules              | A Coruña   | 43° 23′ 9,4″ N, 8° 24′ 23,3″ W  | ~110      | 55 m     | 106 m     | Fl(4)W.20s       |      |
| Faro de Illas Sisargas         | A Coruña   | 43° 21′ 35,7″ N, 8° 50′ 40,5″ W | 1853      | 10 m     | 110 m     | Fl(3)W.15s       |      |
| Faro de Punta Nariga           | A Coruña   | 43° 19′ 14,4″ N, 8° 54′ 36,4″ W | 1997      | 39 m     | 55 m      | Fl(3+1)W.20s     |      |
| Faro de Punta Roncudo          | A Coruña   | 43° 16′ 29,7″ N, 8° 59′ 25,8″ W | ~1920     | 11 m     | 38 m      | Fl.W.6s          |      |
| Faro de Punta Laxe             | A Coruña   | 43° 13′ 55,7″ N, 9° 0′ 40,4″ W  | ~1920     | 11 m     | 66 m      | Fl(5)W.20s       |      |
| Faro de Cabo Vilán             | A Coruña   | 43° 9′ 37,5″ N, 9° 12′ 39,3″ W  | 1854/1896 | 25 m     | 104 m     | Fl(2)W.15s       |      |
| Faro de Cabo Touriñán          | A Coruña   | 43° 3′ 12,1″ N, 9° 17′ 53,3″ W  | 1898/1981 | 11 m     | 65 m      | Fl(2+1)W.15s     |      |
| Faro de Cabo Fisterra          | A Coruña   | 42° 52′ 56,5″ N, 9° 16′ 19,1″ W | 1853      | 17 m     | 143 m     | Fl.W.5s          |      |
| Faro de Cabo Cee               | A Coruña   | 42° 54′ 58,9″ N, 9° 11′ 1,6″ W  | 1860      | 8 m      | 27 m      | Fl(5)W.13s       |      |
| Faro de Punta Insua            | A Coruña   | 42° 46′ 21″ N, 9° 7′ 30,1″ W    | 1921      | 14 m     | 27 m      | Fl(3)WR.9s       |      |
| Faro de Monte Louro            | A Coruña   | 42° 44′ 21,4″ N, 9° 4′ 43,2″ W  | 1862      | 7 m      | 27 m      | Fl(2+1)W.12s     |      |
| Faro de Cabo Rebordiño         | A Coruña   | 42° 46′ 12,2″ N, 9° 2′ 54″ W    | 1909      | 8 m      | 18 m      | Fl(2)R.7s        |      |
| Faro de Cabo Corrubedo         | A Coruña   | 42° 34′ 34,6″ N, 9° 5′ 24,3″ W  | 1854      | 14 m     | 32 m      | Fl(2+3)WR.20s    |      |
| Faro de Illa da Sálvora        | A Coruña   | 42° 27′ 57,1″ N, 9° 0′ 47,1″ W  | 1852/1921 | 16 m     | 38 m      | Fl(3+1)W.20s     |      |
| Faro de Isla Rúa               | A Coruña   | 42° 32′ 57,4″ N, 8° 56′ 22,5″ W | 1869      | 14 m     | 25 m      | Fl(2+1)WR.21s    |      |
| Faro de Punta Cabalo           | Pontevedra | 42° 34′ 20,7″ N, 8° 53′ 2,4″ W  | 1853      | 5 m      | 13 m      | Fl(4)W.11s       |      |
| Faro da Illa de Ons            | Pontevedra | 42° 22′ 56,8″ N, 8° 56′ 11″ W   | 1865/1926 | 12 m     | 127 m     | Fl(4)W.24s       |      |
| Faro da Illa de Tambo          | Pontevedra | 42° 24′ 28,4″ N, 8° 42′ 28,1″ W | 1922      | 13 m     | 35 m      | Oc(3)W.8s        |      |
| Faro de Cíes                   | Pontevedra | 42° 12′ 50,8″ N, 8° 54′ 56,6″ W | 1853/1980 | 10 m     | 185 m     | Fl(2)W.8s        |      |
| Faro de Punta Robaleira        | Pontevedra | 42° 15′ 1,9″ N, 8° 52′ 21,7″ W  |           | 6 m      | 29 m      | Fl(2)WR.7.5s     |      |
| Faro de la Guía                | Pontevedra | 42° 15′ 34,3″ N, 8° 42′ 7,7″ W  | 1844      | 9 m      | 37 m      | Oc(2+1)W.20s     |      |
| Faro de Cabo Silleiro          | Pontevedra | 42° 6′ 15,7″ N, 8° 53′ 47,6″ W  | 1862/1924 | 30 m     | 85 m      | Fl(2+1)W.15s     |      |
| Faro de El Rompido             | Huelva     | 37° 13′ 6,5″ N, 7° 7′ 36,6″ W   | 1861/1976 | 29 m     | 43 m      | Fl(2)W.10s       |      |
| Faro de Punta del Picacho      | Huelva     | 37° 8′ 6,9″ N, 6° 49′ 33,3″ W   | 1884      | 25 m     | 52 m      | Fl(2+4)W.30s     |      |
| Faro de Matalascañas           | Huelva     | 37° 0′ 26,9″ N, 6° 34′ 7,6″ W   | 1990      | 24 m     | 47 m      | Fl(3)W.20s       |      |
| Faro de Chipiona               | Cádiz      | 36° 44′ 16,3″ N, 6° 26′ 32,1″ W | 1867      | 63 m     | 69 m      | Fl.W.10s         |      |
| Faro de Rota                   | Cádiz      | 36° 36′ 57,6″ N, 6° 21′ 26″ W   | 1980      | 28 m     | 34 m      | Oc.W.4s          |      |
| Faro de San Sebastian          | Cádiz      | 36° 31′ 42″ N, 6° 18′ 57,8″ W   | 1913      | 37 m     | 39 m      | Fl(2)W.10s       |      |
| Faro de Sancti Petri           | Cádiz      | 36° 22′ 49,2″ N, 6° 13′ 12,5″ W | 1918      | 18 m     | 20 m      | Fl.W.3s          |      |
| Faro de Cabo Roche             | Cádiz      | 36° 17′ 43,9″ N, 6° 8′ 23,7″ W  | 1986      | 20 m     | 45 m      | Fl(4)W.24s       |      |
| Faro de Cabo Trafalgar         | Cádiz      | 36° 10′ 58,4″ N, 6° 2′ 6,4″ W   | 1862      | 34 m     | 51 m      | Fl(2+1)W.15s     |      |
| Faro de Barbate                | Cádiz      | 36° 11′ 12,9″ N, 5° 55′ 23,6″ W | 1980      | 18 m     | 23 m      | Fl(2)WR.7s       |      |
| Faro de Punta Camarinal        | Cádiz      | 36° 5′ 24,4″ N, 5° 48′ 37,7″ W  | 1989      | 20 m     | 75 m      | Oc(2)W.5s        |      |
| Faro de Tarifa                 | Cádiz      | 36° 0′ 4,2″ N, 5° 36′ 34,6″ W   |           | 33 m     | 41 m      | Fl(3)WR.10s      |      |

## Mittelmeerküste
Von der Costa Brava über die Straße von Gibraltar zu den spanischen Exklaven Ceuta und Melilla.
| Name                                | Region    | Position                        | Baujahr   | Turmhöhe | Feuerhöhe | Kennung         | Bild |
| ----------------------------------- | --------- | ------------------------------- | --------- | -------- | --------- | --------------- | ---- |
| Far de s'Arnella                    | Girona    | 42° 21′ 5″ N, 3° 11′ 13,3″ O    | 1913      | 13 m     | 22 m      | Fl.W.5s         |      |
| Far de Cap de Creus                 | Girona    | 42° 19′ 8,1″ N, 3° 18′ 57,3″ O  | 1853      | 11 m     | 87 m      | Fl(2)W.10s      |      |
| Far de Cala Nans                    | Girona    | 42° 16′ 15,1″ N, 3° 17′ 11,9″ O | 1864      | 7 m      | 33 m      | Fl(4+1)W.25s    |      |
| Far de Roses                        | Girona    | 42° 14′ 45,1″ N, 3° 10′ 59,4″ O | 1864      | 11 m     | 24 m      | Oc(4)W.15s      |      |
| Far de la Meda                      | Girona    | 42° 2′ 52,5″ N, 3° 13′ 18″ O    | 1868      | 11 m     | 87 m      | Fl(4)W.24s      |      |
| Far de Sant Sebastià                | Girona    | 41° 53′ 46,3″ N, 3° 12′ 9,1″ O  | 1857      | 13 m     | 167 m     | Fl.W.5s         |      |
| Far de Palamós                      | Girona    | 41° 50′ 29,5″ N, 3° 7′ 44,7″ O  | 1865      | 8 m      | 22 m      | Oc(1+4)W.18s    |      |
| Far de Tossa                        | Girona    | 41° 42′ 56,2″ N, 2° 56′ 2,4″ O  | 1919      | 12 m     | 60 m      | Fl(3+1)W.20s    |      |
| Far de Calella                      | Barcelona | 41° 36′ 29,4″ N, 2° 38′ 46,9″ O | 1859      | 13 m     | 50 m      | Fl(3+2)W.20s    |      |
| Far de Montjuïc                     | Barcelona | 41° 21′ 39,5″ N, 2° 9′ 57,4″ O  | 1906/1925 | 13 m     | 108 m     | Fl(2)W.15s      |      |
| Far del Llobregat                   | Barcelona | 41° 19′ 30,1″ N, 2° 9′ 8,1″ O   | 1852      | 31 m     | 32 m      | Fl.W.5s         |      |
| Far de Sant Cristòfol               | Barcelona | 41° 13′ 1″ N, 1° 44′ 14,1″ O    | 1866/1905 | 21 m     | 27 m      | Fl(3)W.8s       |      |
| Far de Torredembarra                | Tarragona | 41° 7′ 55,9″ N, 1° 23′ 41,5″ O  | 2000      | 38 m     | 58 m      | Fl(5)W.30s      |      |
| Far de Salou                        | Tarragona | 41° 3′ 20,6″ N, 1° 10′ 19,3″ O  | 1858      | 11 m     | 43 m      | Fl(4)W.20s      |      |
| Far del Fangar                      | Tarragona | 40° 47′ 26,1″ N, 0° 46′ 5,9″ O  | 1864/1986 | 18 m     | 20 m      | Fl(2+1)W.12s    |      |
| Far de Cabo Tortosa                 | Tarragona | 40° 42′ 55,8″ N, 0° 55′ 42,5″ O | 1864/1984 | 18 m     | 18 m      | Fl.WR.6s        |      |
| Far de la Banya                     | Tarragona | 40° 33′ 37,7″ N, 0° 39′ 41,4″ O | 1864/1978 | 26 m     | 27 m      | Fl(2)W.12s      |      |
| Faro de Peñíscola                   | Castellón | 40° 21′ 30,1″ N, 0° 24′ 29,8″ O | 1898      | 11 m     | 56 m      | Fl(2+1)W.15s    |      |
| Faro de Alcocebre                   | Castellón | 40° 15′ 35,9″ N, 0° 18′ 13,7″ O | 1990      | 28 m     | 33 m      | Fl(4)W.18s      |      |
| Faro de Oropesa del Mar             | Castellón | 40° 4′ 59,5″ N, 0° 8′ 48,1″ O   | 1857/1891 | 13 m     | 24 m      | Fl(3)W.15s      |      |
| Faro de Castellón de la Plana       | Castellón | 39° 58′ 7,1″ N, 0° 1′ 40,2″ O   | 1867/1971 | 28 m     | 32 m      | Oc(2+1)W.10s    |      |
| Faro de Columbretes                 | Castellón | 39° 53′ 59,3″ N, 0° 41′ 11,1″ O | 1859      | 20 m     | 85 m      | Fl(3+1)W.22s    |      |
| Faro de Nules                       | Castellón | 39° 49′ 35,7″ N, 0° 6′ 36,7″ W  | 1992      | 36 m     | 38 m      | Oc(2)W.11s      |      |
| Faro de Cabo Canet                  | Valencia  | 39° 40′ 28,2″ N, 0° 12′ 27,5″ W | 1904      | 30 m     | 33 m      | Fl(2)W.10s      |      |
| Faro de Valencia                    | Valencia  | 39° 26′ 56,8″ N, 0° 18′ 8″ W    | 1866/1904 | 22 m     | 30 m      | Fl(4+1)W.20s    |      |
| Faro de Cullera                     | Valencia  | 39° 11′ 11,4″ N, 0° 13′ 1,1″ W  | 1858      | 16 m     | 28 m      | Fl(3)W.20s      |      |
| Faro del Cabo de San Antonio        | Alicante  | 38° 48′ 11,1″ N, 0° 11′ 50,7″ O | 1855/1861 | 17 m     | 175 m     | Fl(4)W.20s      |      |
| Faro del Cabo de la Nao             | Alicante  | 38° 43′ 58,2″ N, 0° 13′ 48″ O   | 1928      | 20 m     | 122 m     | Fl.W.5s         |      |
| Faro de Albir                       | Alicante  | 38° 33′ 49,1″ N, 0° 3′ 0,3″ W   | 1863      | 8 m      | 112 m     | Fl(3)W.27s      |      |
| Faro del Cabo de la Huerta          | Alicante  | 38° 21′ 10,8″ N, 0° 24′ 17,6″ W | 1856/1980 | 9 m      | 38 m      | Fl(5)W.19s      |      |
| Faro del Cabo de Santa Pola         | Alicante  | 38° 12′ 34,2″ N, 0° 30′ 49,2″ W | 1858      | 15 m     | 152 m     | Fl(2+1)W.20s    |      |
| Faro de Tabarca                     | Alicante  | 38° 9′ 50,7″ N, 0° 28′ 16,2″ W  | 1854      | 14 m     | 29 m      | LFl.W.8s        |      |
| Faro del Estacio                    | Murcia    | 37° 44′ 44,6″ N, 0° 43′ 33,3″ W | 1862/1976 | 29 m     | 32 m      | Fl(4)W.20s      |      |
| Faro de Isla Hormiga                | Murcia    | 37° 39′ 19,2″ N, 0° 38′ 57,4″ W | 1862      | 12 m     | 24 m      | Fl(3)W.14s      |      |
| Faro de Cabo de Palos               | Murcia    | 37° 38′ 4,8″ N, 0° 41′ 24,9″ W  | 1865      | 51 m     | 81 m      | Fl(2)W.10s      |      |
| Faro de Portmán                     | Murcia    | 37° 34′ 45,1″ N, 0° 50′ 32″ W   | 1865      | 8 m      | 49 m      | Oc.W.3.5s       |      |
| Faro de Escombreras                 | Murcia    | 37° 33′ 32,8″ N, 0° 58′ 8″ W    | 1864      | 8 m      | 65 m      | Fl.W.5s         |      |
| Faro de Cabo Tiñoso                 | Murcia    | 37° 32′ 7,5″ N, 1° 6′ 29,2″ W   | 1859      | 10 m     | 146 m     | Fl(1+3)W.20s    |      |
| Faro de Mazarrón                    | Murcia    | 37° 33′ 37,6″ N, 1° 15′ 16″ W   | 1862/1974 | 11 m     | 65 m      | Oc(1+2)W.13.5s  |      |
| Faro de Águilas                     | Murcia    | 37° 24′ 6,1″ N, 1° 34′ 40,9″ W  | 1860/1973 | 23 m     | 30 m      | Fl(2)W.5s       |      |
| Faro de Garrucha                    | Almería   | 37° 10′ 24,1″ N, 1° 49′ 26,2″ W | 1881      | 10 m     | 19 m      | Oc(4)W.13s      |      |
| Faro de la Mesa Roldán              | Almería   | 36° 56′ 30″ N, 1° 54′ 24,2″ W   | 1863      | 18 m     | 222 m     | Fl(4)W.20s      |      |
| Faro de Punta de la Polacra         | Almería   | 36° 50′ 27,4″ N, 2° 0′ 11,3″ W  | 1991      | 14 m     | 281 m     | Fl(3)W.14s      |      |
| Faro de Cabo de Gata                | Almería   | 36° 43′ 17,9″ N, 2° 11′ 34,4″ W | 1863      | 19 m     | 55 m      | Fl.WR.4s        |      |
| Faro de San Telmo                   | Almería   | 36° 49′ 42,4″ N, 2° 29′ 32,3″ W | 1976      | 7 m      | 77 m      | Fl(2)W.12s      |      |
| Faro de Roquetas de Mar             | Almería   | 36° 45′ 12″ N, 2° 36′ 22,5″ W   | 1863      | 12 m     |           | gelöscht (1942) |      |
| Faro de Punta Sabinal               | Almería   | 36° 41′ 12,7″ N, 2° 42′ 4,6″ W  | 1863/1926 | 32 m     | 34 m      | Fl(1+2)W.10s    |      |
| Faro de Punta de los Baños          | Almería   | 36° 41′ 44,9″ N, 2° 50′ 50,8″ W | 1992      | 18 m     | 22 m      | Fl(4)W.11s      |      |
| Faro de Adra                        | Almería   | 36° 44′ 52,7″ N, 3° 1′ 51,5″ W  | 1883/1986 | 26 m     | 49 m      | Oc(3)W.10.5s    |      |
| Faro de Isla de Alborán             | Almería   | 35° 56′ 16,8″ N, 3° 2′ 7,2″ W   | 1876      | 20 m     | 40 m      | Fl(4)W.20s      |      |
| Faro de Punta del Melonar           | Granada   | 36° 43′ 2,7″ N, 3° 22′ 6,7″ W   | 1992      | 12 m     | 237 m     | Fl(3)W.13s      |      |
| Faro de Cabo Sacratif               | Granada   | 36° 41′ 40″ N, 3° 28′ 5,9″ W    | 1863      | 17 m     | 98 m      | Fl(2)W.10s      |      |
| Faro de Punta de la Mona            | Granada   | 36° 43′ 25,1″ N, 3° 43′ 55,5″ W | 1992      | 14 m     | 140 m     | Fl.W.5s         |      |
| Faro de Torrox                      | Málaga    | 36° 43′ 35,6″ N, 3° 57′ 26,5″ W | 1864      | 23 m     | 29 m      | Fl(4)W.15s      |      |
| Faro de Torre del Mar               | Málaga    | 36° 44′ 5,9″ N, 4° 5′ 46,3″ W   | 1864/1974 | 28 m     | 30 m      | Fl(1+2)W.10s    |      |
| La Farola de Málaga                 | Málaga    | 36° 42′ 51″ N, 4° 24′ 52,3″ W   | 1817      | 33 m     | 38 m      | Fl(3+1)W.20s    |      |
| Faro de Calaburras                  | Málaga    | 36° 30′ 26,5″ N, 4° 38′ 23,2″ W | 1863/1928 | 25 m     | 46 m      | Fl.W.5s         |      |
| Faro de Marbella                    | Málaga    | 36° 30′ 26,1″ N, 4° 53′ 23,8″ W | 1864/1974 | 29 m     | 35 m      | Fl(2)W.14.5s    |      |
| Faro de Punta Doncella              | Málaga    | 36° 25′ 0,7″ N, 5° 9′ 16,6″ W   | 1863/1922 | 21 m     | 31 m      | Fl(1+2)W.15s    |      |
| Faro de Punta Carbonera             | Cádiz     | 36° 14′ 40,3″ N, 5° 18′ 4,6″ W  | 1990      | 14 m     | 39 m      | Oc.W.4s         |      |
| Faro de Punta Carnero               | Cádiz     | 36° 4′ 37,5″ N, 5° 25′ 34,3″ W  | 1874      | 19 m     | 42 m      | Fl(4)WR.20s     |      |
| Faro de Punta Almina                | Ceuta     | 35° 53′ 54,1″ N, 5° 16′ 50,8″ W | 1855      | 16 m     | 148 m     | Fl(2)W.10s      |      |
| Faro de Peñón de Vélez de la Gomera | Melilla   | 35° 10′ 22″ N, 4° 18′ 3,3″ W    | 1899      | 6 m      | 47 m      | Fl(3)W.20s      |      |
| Faro de Isla de Isabel II           | Melilla   | 35° 11′ 0,7″ N, 2° 25′ 51,5″ W  | 1899      | 18 m     | 52 m      | Fl.W.7s         |      |
| Faro de Melilla                     | Melilla   | 35° 17′ 39,6″ N, 2° 55′ 56,7″ W | 1888/1918 | 12 m     | 40 m      | Oc(2)W.6s       |      |

## Balearische Inseln
| Name                          | Region       | Position                        | Baujahr   | Turmhöhe | Feuerhöhe | Kennung         | Bild            |
| ----------------------------- | ------------ | ------------------------------- | --------- | -------- | --------- | --------------- | --------------- |
| Far de Formentor              | Mallorca     | 39° 57′ 41,2″ N, 3° 12′ 45,8″ O | 1863      | 21 m     | 210 m     | Fl(4)W.20s      |                 |
| Far de la Punta de l’Avançada | Mallorca     | 39° 53′ 59,5″ N, 3° 6′ 38,3″ O  | 1905      | 18 m     | 29 m      | Oc(2)W.8s       |                 |
| Far d’Alcanada                | Mallorca     | 39° 50′ 7,5″ N, 3° 10′ 16,2″ O  | 1861      | 15 m     | 22 m      | Fl.W.5s         |                 |
| Far de Capdepera              | Mallorca     | 39° 42′ 56,1″ N, 3° 28′ 39,1″ O | 1861      | 18 m     | 76 m      | Fl(2+3)W.20s    |                 |
| Far de Porto Colom            | Mallorca     | 39° 24′ 50,5″ N, 3° 16′ 14,3″ O | 1861      | 25 m     | 42 m      | Fl(2)W.10s      |                 |
| Torre den Beu                 | Mallorca     | 39° 19′ 46,8″ N, 3° 10′ 37,2″ O | 1953      | 6 m      | 32 m      | Fl.W.5s         | Bild gesucht BW |
| Far des Cap de ses Salines    | Mallorca     | 39° 15′ 54,8″ N, 3° 3′ 12,3″ O  | 1863      | 17 m     | 17 m      | Fl(2+1)W.20s    |                 |
| Far des Cap Blanc             | Mallorca     | 39° 21′ 48,6″ N, 2° 47′ 16,1″ O | 1863      | 12 m     | 95 m      | Oc.W.5s         |                 |
| Far de Portopí                | Mallorca     | 39° 32′ 54,9″ N, 2° 37′ 25″ O   | 1617      | 38 m     | 41 m      | Fl(2)W.15s      |                 |
| Far de Cala Figuera           | Mallorca     | 39° 27′ 27″ N, 2° 31′ 20,5″ O   | 1860      | 24 m     | 45 m      | Fl(4)W.20s      |                 |
| Far de sa Mola                | Mallorca     | 39° 31′ 54,3″ N, 2° 21′ 51,3″ O | 1993      | 10 m     | 128 m     | Fl(1+3)W.12s    |                 |
| Far del Cap Gros              | Mallorca     | 39° 47′ 49,6″ N, 2° 40′ 53,8″ O | 1859      | 22 m     | 120 m     | Fl(3)W.15s      |                 |
| Far de sa Creu                | Mallorca     | 39° 47′ 49″ N, 2° 41′ 21,8″ O   | 1864/1945 | 13 m     | 35 m      | Fl.W.2.5s       |                 |
| Far de Cavallería             | Menorca      | 40° 5′ 20,7″ N, 4° 5′ 32,2″ O   | 1857      | 15 m     | 94 m      | Fl(2)W.10s      |                 |
| Far de Favàritx               | Menorca      | 39° 59′ 50,1″ N, 4° 16′ 0,6″ O  | 1922      | 28 m     | 47 m      | Fl(1+2)W.15s    |                 |
| Far de l’Illa de l’Aire       | Menorca      | 39° 47′ 58″ N, 4° 17′ 35,4″ O   | 1860      | 38 m     | 53 m      | Fl.W.5s         |                 |
| Far d’Artrutx                 | Menorca      | 39° 55′ 21,3″ N, 3° 49′ 27,3″ O | 1859      | 34 m     | 45 m      | Fl(3)W.10s      |                 |
| Far de Ciutadella             | Menorca      | 39° 59′ 46,4″ N, 3° 49′ 21,9″ O | 1863      | 13 m     | 21 m      | Fl.W.6s         |                 |
| Far de Punta Nati             | Menorca      | 40° 3′ 0,8″ N, 3° 49′ 25,1″ O   | 1913      | 19 m     | 42 m      | Fl(3+1)W.20s    |                 |
| Far del Moscater              | Ibiza        | 39° 7′ 3,4″ N, 1° 31′ 59,4″ O   | 1978      | 52 m     | 93 m      | Fl.W.5s         |                 |
| Far de Tagomago               | Ibiza        | 39° 1′ 57,3″ N, 1° 38′ 56,7″ O  | 1914      | 23 m     | 86 m      | Fl(2+1)WR.30s   | Bild gesucht BW |
| Far del Botafoc               | Ibiza        | 38° 54′ 15″ N, 1° 27′ 14″ O     | 1861      | 16 m     | 31 m      | Oc.WR.7s        |                 |
| Far dels Penjats              | Ibiza        | 38° 48′ 52,2″ N, 1° 24′ 42,4″ O | 1861      | 17 m     | 27 m      | Oc(1+2)W.14s    |                 |
| Far de na Bleda Plana         | Ibiza        | 38° 58′ 47,4″ N, 1° 9′ 32,5″ O  | 1972      | 8 m      | 28 m      | Fl(3)W.15s      | Bild gesucht BW |
| Far de sa Conillera           | Ibiza        | 38° 59′ 37″ N, 1° 12′ 45,4″ O   | 1857      | 18 m     | 85 m      | Fl(4)W.20s      | Bild gesucht BW |
| Far d’en Pou                  | Formentera   | 38° 47′ 56,5″ N, 1° 25′ 17,8″ O | 1864      | 25 m     | 28 m      | Fl(3+1)W.20s    |                 |
| Far de la Mola                | Formentera   | 38° 39′ 48,1″ N, 1° 35′ 3,5″ O  | 1861      | 22 m     | 142 m     | Fl.W.5s         |                 |
| Far des Cap de Barbaría       | Formentera   | 38° 38′ 28″ N, 1° 23′ 22,2″ O   | 1972      | 19 m     | 78 m      | Fl(2)W.15s      |                 |
| Far de na Foradada            | Cabrera      | 39° 12′ 25,6″ N, 2° 58′ 43″ O   | 1926      | 13 m     | 42 m      | Fl(2)W.12s      |                 |
| Far de n’Ensiola              | Cabrera      | 39° 7′ 45,1″ N, 2° 55′ 17,2″ O  | 1870      | 21 m     | 121 m     | Fl(3)W.15s      |                 |
| Far de Llebeig                | Sa Dragonera | 39° 34′ 27″ N, 2° 18′ 16,6″ O   | 1910      | 15 m     | 130 m     | Fl.W.7.5s       |                 |
| Far de Na Pòpia               | Sa Dragonera | 39° 35′ 10,9″ N, 2° 19′ 1,7″ O  | 1852      | 12 m     | 363 m     | gelöscht (1910) |                 |
| Far de Tramuntana             | Sa Dragonera | 39° 35′ 52,9″ N, 2° 20′ 17,4″ O | 1910      | 15 m     | 67 m      | Fl(2)W.12s      |                 |